# Huarihuilca
Huarihuilca o Wari-Willka es un yacimiento arqueológico del Perú, de la era prehispánica, cuya construcción principal es un santuario o adoratorio. Está ubicado en el valle del Mantaro, a unos 6 km al sur de la ciudad de Huancayo, en el anexo de Huari del distrito de Huancán, provincia de Huancayo, departamento de Junín, y a 3150 m s.n.m.
Huarivilca surgió en el período del Horizonte Medio, bajo influjo de los huari, quienes la eligieron como uno de sus centros administrativos provinciales, hacia el siglo VIII. Fue también uno de los centros principales de los Huancas, etnia que conformó uno de los tantos estados regionales que surgieron tras el colapso del imperio huari y que se desarrolló durante el Intermedio Tardío. El santuario, según tradiciones recogidas por los españoles, era sede de la pacarina o fuente de donde surgió la primera pareja que dio origen a la nación huanca. Cuenta con un Museo de Sitio.

## Etimología del nombre
El nombre de Huarihuilca proviene de dos raíces quechuas: Huari, antiguo, remoto; huilca, santuario, adoratorio.

## Descripciones y estudios
El historiador español Pedro Cieza de León, que pasó por la zona hacia 1545, fue el primero en describir el santuario, recogiendo la información de los lugareños que consideraban a Huarihuilca como pacarina o lugar de origen del pueblo huanca, la etnia dominante de la zona.

Estos indios cuentan una cosa muy donosa, y es que afirman que su origen y nacimiento procede de cierto varón (de cuyo nombre no me acuerdo) y de una mujer que se llamaba Urochombe, que salieron de una fuente, a quien llaman Guaribilca, los cuales se dieron tan buena maña de engendrar, que los guancas proceden de ellos; y que para memoria de esto que cuentan hicieron sus pasados una muralla alta y muy grande, y junto a ella un templo, a donde, como cosa principal, venían a adorar.

En 1931 Federico Gálvez Durán identificó el santuario descrito por Cieza y señaló además la presencia tiahuanacota en Huarihuilca y en general en todo el valle del Mantaro. Instaló además un museo en el poblado de Huari. Posteriormente Isabel Flores Espinoza describió el lugar (1959), publicando, adicionalmente, láminas que reproducen la cerámica del sitio, de clara filiación Tiahuanaco-Huari.

## Historia
Fue una construcción huari levantada entre los años 800 d. C. y 1200 d. C. Según una leyenda, del manantial sagrado que brotaba de este adoratorio surgió la primera pareja huanca:
- El primer hombre huanca: Inapucarancápia.
- La primera mujer huanca: Uruchumbe.

Los Huancas formaron una nación muy numerosa y aguerrida. En el santuario se adoraba al dios Huamani, bajo forma de un ídolo de piedra negra enterrado a medio cuerpo, al que los feligreses daban ofrendas y hacían consultas (oráculos). Cuando los incas conquistaron la región, mandaron construir un gran templo al Sol, aunque permitieron que continuara funcionando el santuario de Huarihuilca al que reconstruyeron con una arquitectura mixta (inca-huanca).
Cuando los españoles arribaron al valle en 1534, el ídolo fue destruido por el sacerdote español Vicente de Valverde, pues según la interpretación cristiano-católica era una representación del demonio. El lugar fue abandonado y quedó cubierto de herbazales y maleza, y así lo encontró Pedro Cieza de León cuando pasó por el lugar hacia 1545. Los extirpadores de idolatrías del siglo XVI lo clausuraron definitivamente aunque los lugareños continuaron furtivamente realizando sus rituales de origen prehispánico.

## Cronología
- Horizonte Medio
- Intermedio Temprano
- Época Incaica
- Conquista española

## Descripción
La planta del llamado santuario o adoratorio es de forma irregular tendiente al cuadrilátero. En realidad esta edificación sería solo parte de un conjunto mucho mayor cuya magnitud aún falta determinar.
Los restos se extienden desde una meseta hasta la orilla del río Mantaro. En el extremo sur se ve una muralla de cerca de 46 m de largo, y de 5 m de espesor; su máxima altura llega a 5,30 m. Sus paredes son de piedras canteadas e irregulares, dispuestas en hiladas y unidas con argamasa de barro. En la parte inferior de la misma muralla hay unos huecos o “respiraderos” de 0,30 m de lado, con una profundidad no conocida; se supone que dan entrada a un subterráneo. En su parte superior, el conjunto forma una especie de plataforma rectangular limitada al este y el oeste por paredes semejantes a las descritas. Los muros servían de celdas para las víctimas del sacrificio al dios huanca. La cerámica asociada con estas estructuras es de estilo típicamente Huari.
Dentro de esta construcción se encuentran 2 imponentes árboles de molle, también se encontraba una piscina de purificación y aún se encuentra una escalera de piedras bien conservada que pasa por el costado del santuario, el que nos lleva a un manantial en el lado sureste del cual se dice que los huancas recogían agua sagrada y que ha sido identificado como la fuente o pacarina del que habla Cieza. En la actualidad este manantial sigue abasteciendo de agua a los pobladores del anexo de Huari.
Cuenta la leyenda que si los miembros de una pareja beben juntos del agua que brota del manantial, y uno de ellos es infiel al otro, entonces el infiel muere.

## Descubrimientos
En el interior del templo se han descubierto el cuerpo de una mujer de aproximadamente 20 años atada a un ave de rapiña, en la zona conocida como las celdas. También se encontró en el año 2009 la osamenta de un niño de aproximadamente 8 años junto a los huesos de posiblemente una llama bebe o un perro, el descubrimiento lo efectuó el arqueólogo estadounidense Steven Wirtz.

## Los molles sagrados
Cieza describe unos molles sagrados que existían en el interior del santuario, en número de tres a cuatro. Se han conservado en el santuario dos molles que fácilmente se suelen identificar con los que vio el historiador español hacia 1550, aunque no hay certeza si efectivamente sean los mismos. Estos árboles son muy apreciados por los lugareños como patrimonio de la nación huanca.
Cieza hacela siguiente referencia al templo y unos molles o árboles sagrados:

Antiguamente, cabe la fuente ya dicha, edificaron un templo, a quien llamaban Guaribilca; yo lo ví; y junto a él estaba tres o cuatro árboles llamados molles, como grandes nogales. A éstos tenían por sagrados, y junto a ellos estaba un asiento hecho para los señores que venían a sacrificar; de donde se bajaba por unas losas hasta llegar a un cercado, donde estaba la traza del templo. Había en la puerta puestos porteros que guardaban la entrada, y bajaba una escalera de piedra hasta la fuente ya dicha, adonde está una gran muralla antigua, hecha triángulo; de estos aposentos estaba un llano, donde dicen que solía estar el demonio, a quien adoraban; el cual hablaba con algunos de ellos en aquel lugar.

A principios del 2011 un incendio afectó seriamente a uno de esos árboles, el llamado molle macho, por lo que hubo que talársele una de sus grandes ramas para salvarlo. El siniestro presumiblemente fue provocado por el fuego de velas o cigarros que suelen dejar los brujos o chamanes andinos durante los rituales que allí realizan.